# 1903 na arte

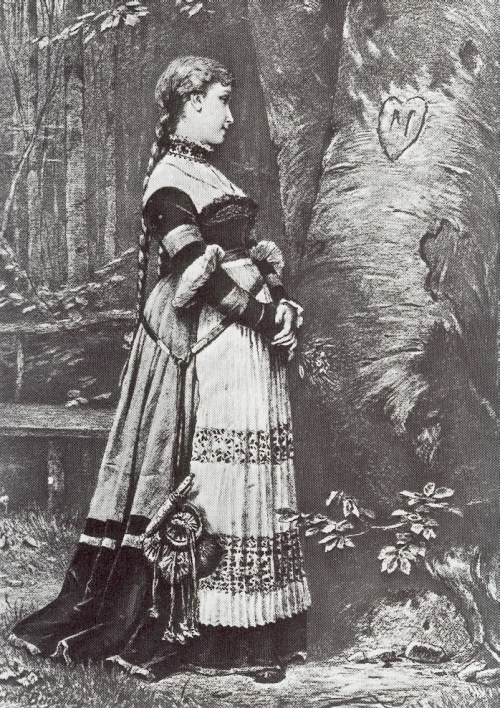
Desenho de R. Beyschlag 1903

## Eventos
- 30 de Janeiro - Criação do Museu Júlio de Castilhos em Rio Grande do Sul, Brasil

## Nascimentos
| Data           | Nome                      | Profissão                                       | Nacionalidade                              | Observações | Ref |
| -------------- | ------------------------- | ----------------------------------------------- | ------------------------------------------ | ----------- | --- |
| 12 de junho    | Fred Kradolfer            | pintor, ilustrador, artista gráfico e decorador | Suíça / Portugal                           | m. 1968     |     |
| 26 de junho    | Lívio Abramo              | gravador, desenhista e pintor                   | Brasil                                     | m. 1992     |     |
| 25 de setembro | Mark Rothko               | pintor                                          | União Soviética (Letónia) / Estados Unidos | m. 1970     |     |
| 5 de dezembro  | Edmundo Migliaccio        | pintor                                          | Brasil                                     | m. 1983     |     |
| 29 de dezembro | Candido Portinari         | pintor                                          | Brasil                                     | m. 1962     |     |
| ??             | Adolph Gottlieb           | pintor                                          | Estados Unidos                             | m. 1974     |     |
| ??             | Raimundo Machado da Luz   | pintor e professor de arte                      | Portugal                                   | m. 1985     |     |
| ??             | Orózio Belém              | pintor e professor                              | Brasil                                     | m. 1985     |     |
| ??             | José Benevenuto Madureira | pintor, desenhista e professor                  | Brasil                                     | m. 1976     |     |

## Mortes
| Data            | Nome                 | Profissão                                 | Nacionalidade   | Observações     | Ref |
| --------------- | -------------------- | ----------------------------------------- | --------------- | --------------- | --- |
| 22 de fevereiro | Victor Meirelles     | pintor                                    | Brasil          | n. 1832         |     |
| 10 de abril     | Bogdan Villevalde    | pintor                                    | União Soviética | n. 1818 ou 1819 |     |
| 1 de maio       | James Wells Champney | pintor, desenhista, ilustrador e gravador | Estados Unidos  | n. 1843         |     |
| 8 de maio       | Paul Gauguin         | pintor                                    | França          | n. 1848         |     |
| 13 de novembro  | Camille Pissarro     | pintor                                    | França          | n. 1830         |     |

## Prémios
- Prémio Valmor e Municipal de Arquitectura 1903 - Miguel Ventura Terra[1].